# From the Moon to the Sun
From the Moon to the Sun è il quarto album da solista dell'artista statunitense Kip Winger, pubblicato il 28 ottobre 2008 dalla Frontiers Records.

## Tracce
1. Every Story Told – 4:28 (Kip Winger, Cenk Eroglu)
2. Nothing – 3:21 (Winger, Eroglu)
3. Where Will You Go – 3:55 (Winger)
4. Pages and Pages – 6:45 (Winger)
5. Ghosts – 5:43 (Winger)
6. In Your Eyes Another Life – 3:52 (Winger, Eroglu)
7. Runaway – 5:24 (Winger)
8. California – 3:59 (Winger)
9. What We Are – 3:30 (Winger)
10. One Big Game – 3:46 (Winger, Dominic Frontiere)
11. Why – 6:42 (Winger, Eroglu)
12. Reason to Believe – 4:32 (Winger, Eroglu)
13. Holy Man (A Prayer for Darrell Lance Abbott) – 5:12 (Winger)